# California meridionale
La California meridionale (Southern California in inglese, talvolta abbreviato in SoCal) è una regione statunitense corrispondente alla parte meridionale della California; costituisce una delle undici megaregioni degli Stati Uniti.

## Geografia
La regione comprende generalmente le dieci contee meridionali della California e si estende lungo la costa dell'Oceano Pacifico dalla contea di San Luis Obispo fino alla frontiera con il Messico. Nell'entroterra la regione è delimitata dai confini con gli Stati di Nevada e Arizona. Ad est della California meridionale vi sono il deserto del Colorado e il fiume Colorado, che segnano appunto i confini con gli stati situati ad est, Nevada e Arizona.

## Demografia
L'area urbana maggiormente popolata si estende lungo la costa e va da Ventura, attraversa la Greater Los Angeles Area, l'Inland Empire e giunge alla città di San Diego. Sono comprese nella California meridionale, tra le altre, anche la contea di Riverside, la contea di San Bernardino, la contea di San Diego, la contea di Kern, la contea di Ventura e la contea di Santa Barbara. Al 2010, abitano nella California meridionale circa 22 680 000 persone, cioè circa il 60% della popolazione della California.

## Paesaggio urbano
Come detto, la zona è costituita da un ambiente urbano fortemente sviluppato. Si tratta della terza macroarea per popolazione degli Stati Uniti dopo la megalopoli dei Grandi Laghi e la zona urbana del nord-est.

## Luoghi naturali
Tra i principali luoghi naturali vi sono la Antelope Valley, il lago Salton, le Channel Islands, la faglia di Sant'Andrea, la valle di Coachella, la baia di San Diego, la valle di San Fernando, le San Gabriel Mountains, la Valle della Morte, la Imperial Valley, l'isola di Santa Catalina, i Monti Santa Rosa e il deserto del Mojave.

## Intrattenimento
La California meridionale è fonte di intrattenimento tra le più importanti del mondo: è sede di Hollywood, Warner Bros. Pictures, Sony Pictures, Paramount Pictures, 20th Century Studios, The Walt Disney Company, Universal Studios e altri centri di produzione cinematografica, musicale e altro.